# Perfect Symmetry (canción)
«Perfect Symmetry», es una canción interpretada y compuesta por la banda inglesa Keane, lanzada como sencillo el 29 de diciembre de 2008 como el tercer sencillo y es la canción que da título a su tercer álbum del mismo nombre. La canción ha sido remezclada en Estados Unidos. La canción ganó un Mejor Q de 2008 Premio a la Mejor canción del año.